# Franz Bieber

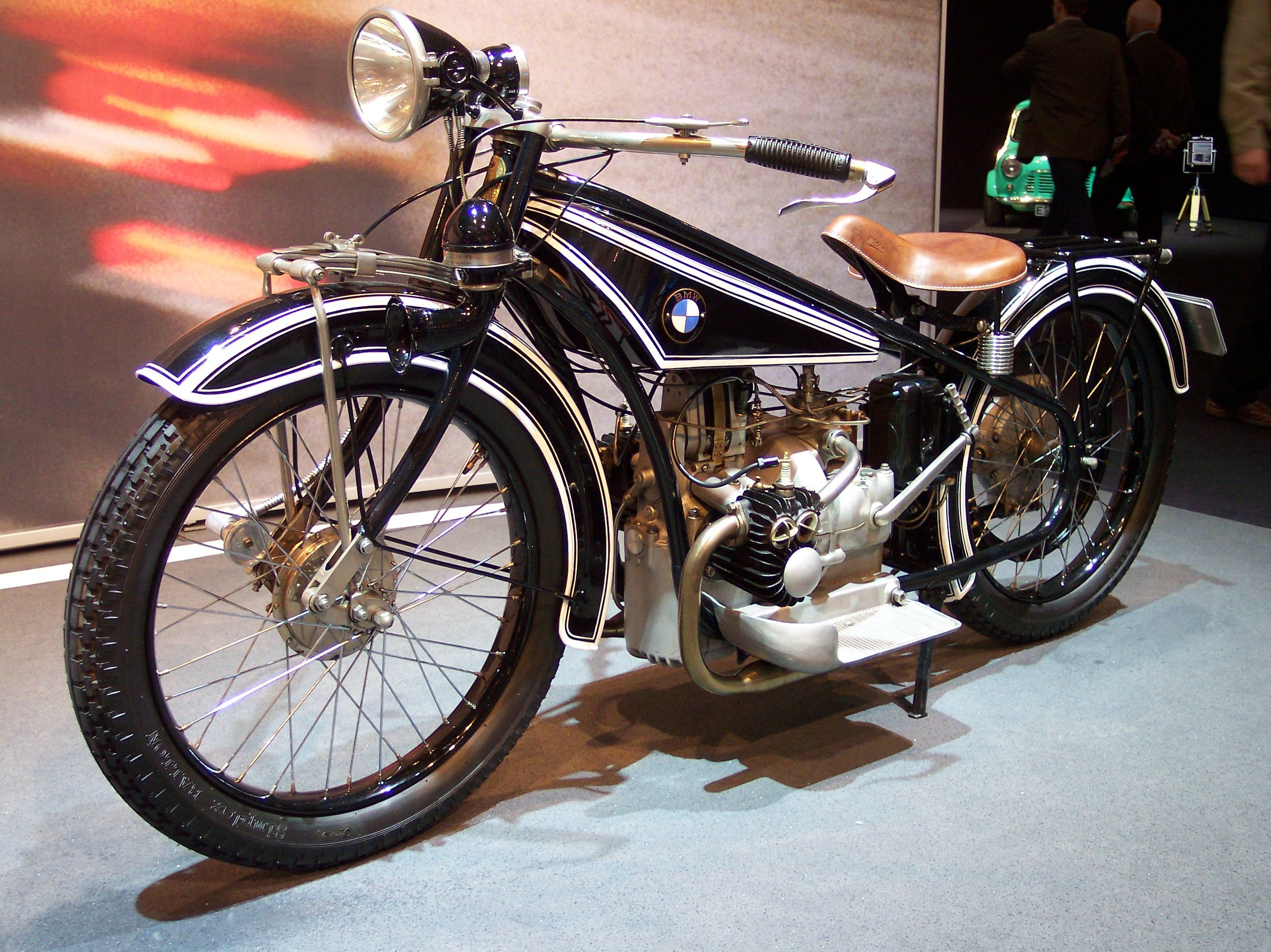
BMW R 32, ausgestellt auf der Techno-Classica 2007

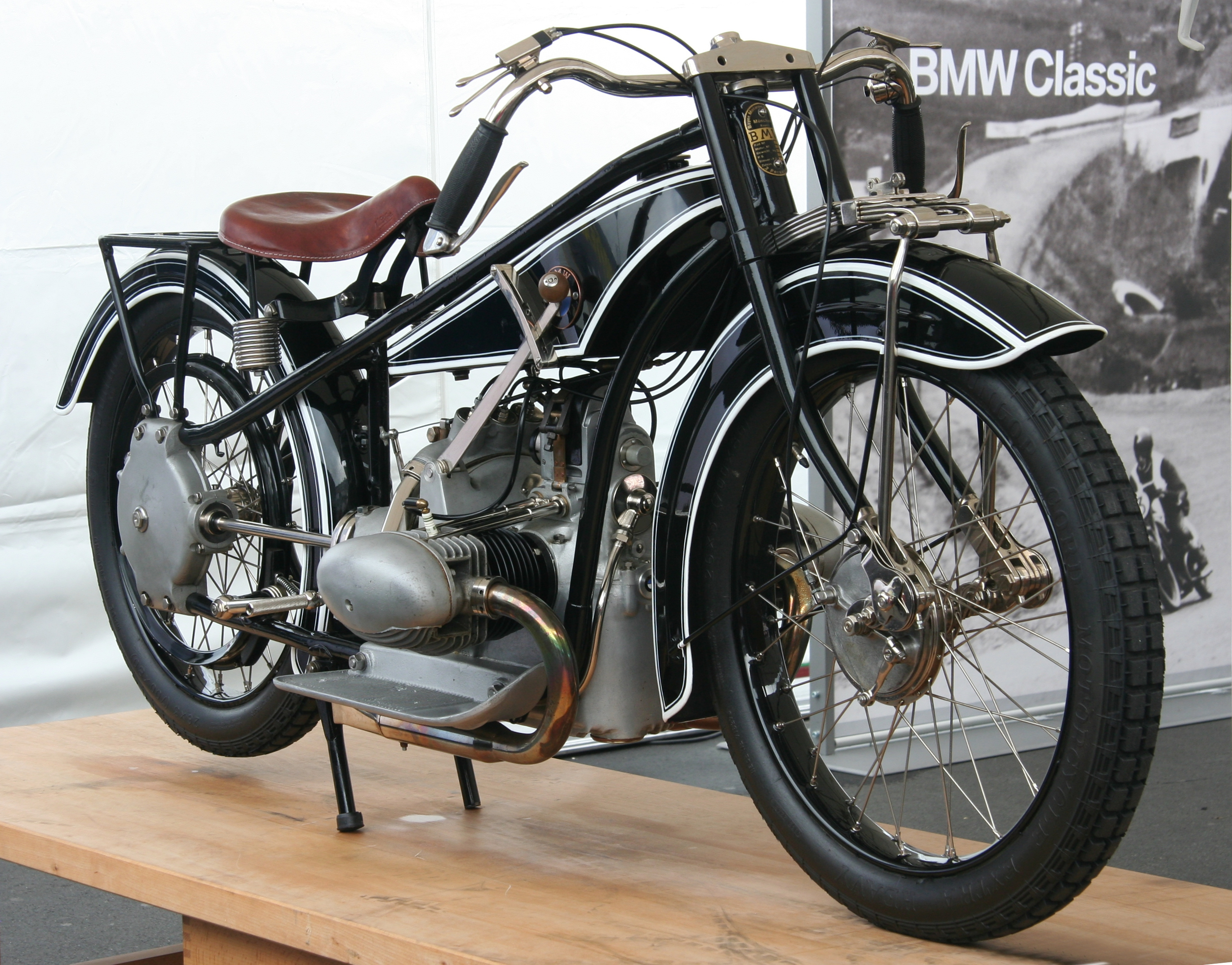
BMW R 37, ausgestellt beim AvD-Oldtimer-Grand-Prix 2011

Franz Bieber (* 1892; † 1980) war ein deutscher Motorradrennfahrer, Motorsportfunktionär und Unternehmer.

## Leben
Der Münchner Fahrrad-Großhändler Franz Bieber gehörte zu den Pionieren des deutschen Motorradsports. Er war nach dem Ersten Weltkrieg Sportleiter des Automobilclubs München (A.C.M.) und Anfang der 1920er-Jahre bei den Bayerischen Motoren Werken unter Rudolf Schleicher an der Entwicklung ihres ersten Motorradmodells, der R 32, beteiligt.
Im Juni 1924 gewann Bieber auf R 37 die 500-cm³-Klasse der ersten Deutschen Motorrad-Straßenmeisterschaft des ADAC. In diesem und dem folgenden Jahr veranstalteten der ADAC und der DMV noch getrennte Meisterschaften. Der ADAC bestimmte die Deutschen Meister 1924 in nur einem Wertungslauf im Rahmen des Schleizer Dreieckrennens. Wenige Wochen danach siegte Franz Bieber auch beim Halbliterrennen der II. Eifelrundfahrt um Nideggen sowie beim Ruselbergrennen im Bayerischen Wald.
Später war er als Organisator und Sportkommissar maßgeblich an den ersten Weltrekordfahrten Ernst Jakob Hennes beteiligt.

## Statistik

### Erfolge
- 1924 – Deutscher 500-cm³-Meister (ADAC) auf BMW R 37

### Rennsiege
| Jahr | Klasse  | Maschine | Rennen                       | Strecke           |
| ---- | ------- | -------- | ---------------------------- | ----------------- |
| 1924 | 500 cm³ | BMW      | II. Schleizer Dreieck-Rennen | Schleizer Dreieck |
| 1924 | 500 cm³ | BMW      | II. Eifelrundfahrt           | um Nideggen       |
| 1924 | 500 cm³ | BMW      | Ruselbergrennen              |                   |